# Betway
Die Betway Group (allgemein als Betway bezeichnet) ist ein globales Online-Glücksspielunternehmen, das auf den deutschen und weiteren Märkten unter der Marke Betway Sport Online-Sportwetten anbietet. Das Sportwettenangebot von Betway ist durch die internationale Prüfstelle eCOGRA nach ISO 27001 zertifiziert und verfügt über Lizenzen in Deutschland, Großbritannien, Malta, Italien, Spanien, Belgien, Schweden, Mexiko und Südafrika. Auf dem deutschen Markt bietet Betway ausschließlich Sportwetten an und ist in diesem Bereich einer der 31 lizenzierten nationalen Anbieter. Auf dem ausländischen Markt gibt es außerdem unter weiteren Marken ein Casino- und Esports-Wetten-Angebot. Das Unternehmen ist Teil der Super Group Limited, einer Holding-Gesellschaft für Online-Sportwetten und -Glücksspielunternehmen.

## Überblick
Die Betway Group hat Büros u. a. in Malta, Guernsey, London, Madrid und Düsseldorf. Weltweit arbeiten rund 600 Mitarbeiter für das Unternehmen. Seit 2017 ist Anthony Werkman als CEO der Betway Group tätig. Das Unternehmen ist Mitglied der European Sports Security Association, des Independent Betting Adjudication Service und der Remote Gambling Association. In Deutschland ist Betway außerdem Mitglied des Deutschen Sportwettenverbandes (DSWV) und des Deutschen Verbandes für Telekommunikation und Medien (DVTM). Betways Online Sportwetten- und Casinoangebot ist für Desktop- und Mobilgeräte verfügbar. Das Sportwettenangebot von Betway umfasst täglich über 30.000 Sportmärkte aus Sportarten wie Fußball, Tennis, Handball, Basketball oder Eishockey. Außerhalb Deutschlands ist in einigen Märkten auch Esports Teil des Portfolios.
Preise und Auszeichnungen
Beim Deutschland Test, der in Zusammenarbeit mit dem Magazin FOCUS erscheint, wurde Betway im Jahr 2022 mit dem Prädikat „Sehr gut“ bewertet. Unter anderem wurde Betway in den Kategorien „Kundenservice“, „Wettangebot“ und „Seriosität & Sicherheit“ ausgezeichnet. Bei einem Test von Sportwetten-Anbietern von der Deutschen Gesellschaft für Verbraucherstudien (DtGV) wurde Betway im Jahr 2022 in den Kategorien „Bonusangebot“ und „Usability & Komfort“ jeweils unter die Top-3-Anbieter gewählt. Für die TV-Werbekampagne „I bet it my way“ wurde Betway 2022 vom Deutschen Werbefilmpreis in der Kategorie „Bestes Kostümbild“ ausgezeichnet. In den Jahren 2019 und 2022 gewann Betway die internationale Auszeichnung „Esports Operator of the Year“ bei den SBC Awards. Auch bei den internationalen EGR Awards 2022 wurde Betway zum „Esports Operator of the Year“ gekürt. Bei den Global Regulatory Awards stand Betway Im Jahr 2022 auf der Shortlist für besonderes Engagement zur Wahrung der Integrität des Sportwettensektors.

## Partnerschaften & Sponsorships
Die Marke Betway ist globaler Sponsoringpartner verschiedener Sportvereine und -veranstaltungen, darunter in den Bereichen Fußball, Basketball (NBA), Eishockey (NHL), Boxen, Cricket, Tennis und Pferderennen.
Im europäischen Raum werden die Clubs von Arsenal FC, Manchester City, Chelsea FC und Atlético de Madrid in Europa durch Sponsorings unterstützt.
Im Tennis sponsert Betway aktuell die Rio Open, die Hamburg European Open, die Terra Wormann Open, die Mutua Madrid Open, die National Bank Open Toronto und die Miami Open.

## Spielerschutz im Sportwettenbereich
Betway führt laut eigenen Angaben Maßnahmen zum Spielerschutz durch. Es gibt feste Einsatzlimits, die mit den zuständigen Behörden abgestimmt sind. Das Unternehmen informiert Kunden regelmäßig per Mail über verantwortungsvolles Glücksspiel und ist als lizenzierter Anbieter an das Spielersperrsystem OASIS sowie dessen Erweiterung, dem länderübergreifenden Glücksspielauswertesystem LUGAS, angeschlossen. Außerdem ist Betway Mitglied des Deutschen Verbands für Telekommunikation und Medien (DVTM) und des Deutschen Sportwettenverbands (DSWV). Durch eine Legitimationsprüfung wird sichergestellt, dass keine Minderjährigen auf das Glücksspielangebot zugreifen können. Betway stellt überdies Informationen der Bundeszentrale für gesundheitliche Aufklärung (BZgA) auf der eigenen Webseite zur Verfügung.

## Vorgehen gegen Wettbetrug
Laut eigenen Angaben überprüft Betway seine Kunden anhand bestimmter Parameter, um Geldwäsche beim Online-Wetten zu verhindern. Hierzu zählt, ob Personen oder Parteien bestimmten nationalen oder internationalen Sanktionslisten unterliegen oder ob sie in Aktivitäten verwickelt sind, die es erschweren, die Herkunft von Geldern und Vermögen zu erkennen. Betway ist außerdem Mitglied der International Betting Association (IBIA), die Korruption im Wettgeschäft bekämpft.

## Sonstiges
Im Oktober 2015 hat Betway 17.879.645 Euro an Jon Heywood (GB) ausgezahlt, nachdem er den Jackpot des Mega Moolah Slots von Microgaming als Spieler von Betway geknackt hatte. Dies wurde vom Guinness-Weltrekord als die bisher größte Jackpot-Auszahlung eines Online-Slots bestätigt.